# Jakub Krejčí
Jakub Krejčí (České Budějovice, 23 de enero de 2002) es un deportista checo que compite en piragüismo en la modalidad de eslalon.
Ganó una medalla de oro en el Campeonato Mundial de Piragüismo en Eslalon de 2023 y dos medallas de oro en el Campeonato Europeo de Piragüismo en Eslalon, en los años 2024 y 2025.

## Palmarés internacional
| Campeonato Mundial | Campeonato Mundial         | Campeonato Mundial | Campeonato Mundial |
| Año                | Lugar                      | Medalla            | Competición        |
| ------------------ | -------------------------- | ------------------ | ------------------ |
| 2023               | Londres (Reino Unido)      | Medalla de oro     | K1 por equipos     |
| Campeonato Europeo |                            |                    |                    |
| Año                | Lugar                      | Medalla            | Competición        |
| 2024               | Tacen (Eslovenia)          | Medalla de oro     | K1 por equipos     |
| 2025               | Vaires-sur-Marne (Francia) | Medalla de oro     | K1 cross           |